# Bobby Cremins
Bobby Cremins, (nacido el 4 de julio de 1947 en The Bronx, Nueva York) es un entrenador de baloncesto estadounidense que ejerció en la NCAA durante 26 años

## Trayectoria
- Universidad de Appalachian State (1975-1981)
- Universidad de Georgia Tech (1981-2000)
- Estados Unidos (1986), (ayudante)
- Estados Unidos (1989)
- Estados Unidos (1996), (ayudante)
- College of Charleston (2006-2012)